# Cee Lo Green
Thomas DeCarlo Callaway (Atlanta, Georgia, SAD, 30. svibnja 1974.), bolje poznat po svom umjetničkom imenu Cee Lo Green je američki pjevač, tekstopisac i glumac. U početku karijere bio je član hip hop grupe Goodie Mob, te je kasnije osnovao grupu Gnarls Barkley zajedno s producentom Danger Mouseom. Godine 2002. Cee Lo je krenuo svoju karijeru kao samostalni izvođač. Od kada je započeo svoju solo karijeru Cee Lo je osvojio tri nagrade Grammy. Njegov treći studijski album The Lady Killer zaradio je platinastu certifikaciju u Ujedinjenom Kraljevstvu.

## Diskografija
- Cee-Lo Green and His Perfect Imperfections (2002.)
- Cee-Lo Green... Is the Soul Machine (2004.)
- The Lady Killer (2010.)

## Vanjske poveznice
- Službena stranica
- Cee Lo Green na Twitteru
- Cee Lo Green na MySpaceu
- Cee Lo Green na Internet Movie Databaseu